# 角煮

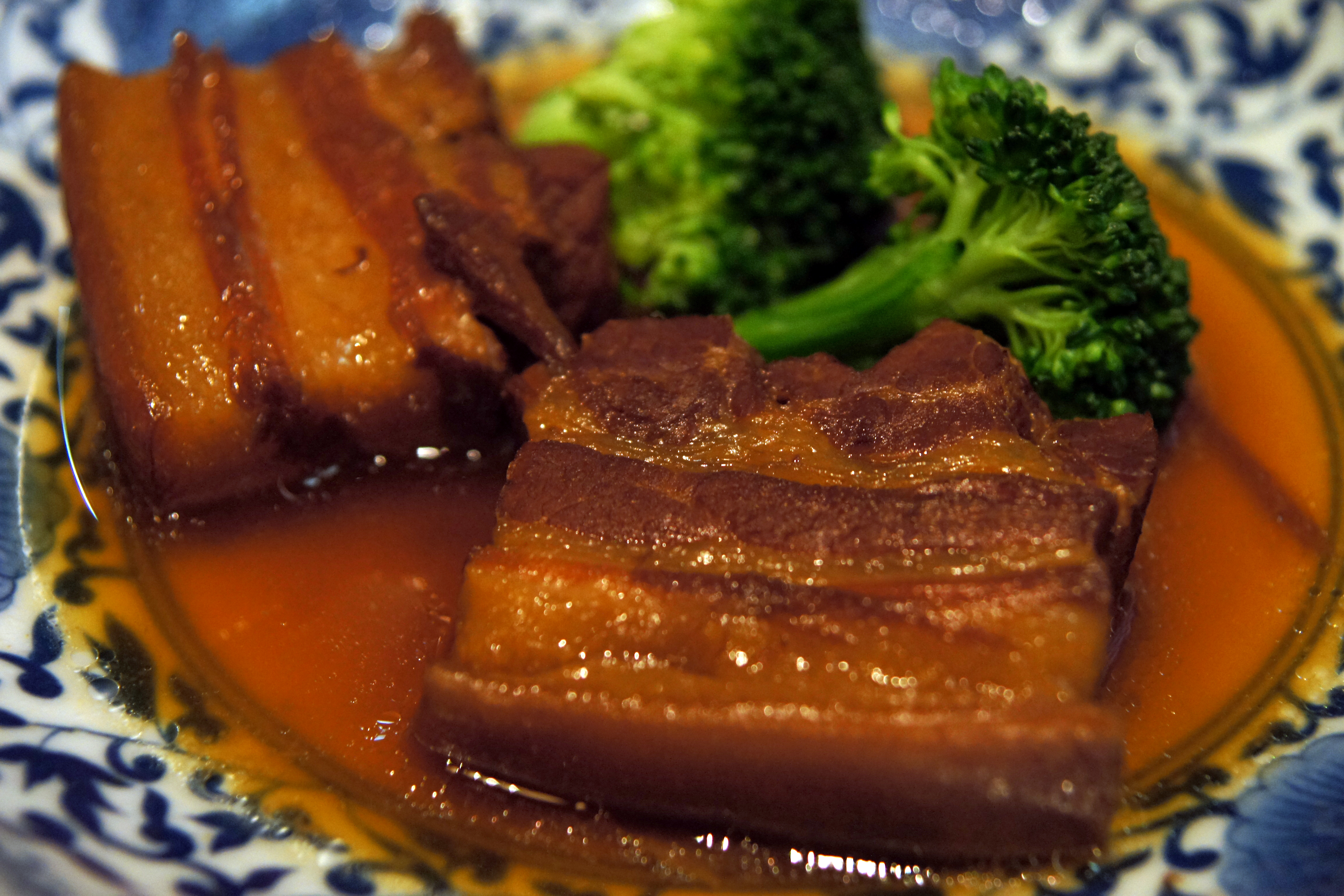
角煮

角煮（日语：／ Kakuni */?）是日本九州长崎的一种特产料理，卓袱料理的一种。相当是杭州东坡肉在日本的变体。

## 起源
明代杭州与九州之間的海上贸易，使东坡肉有机会流传到日本及琉球，从而产生了現今的角煮。這道食品是长崎卓袱料理的代表，名作：“东坡煮”。角煮在南九州萨摩地区亦享有盛誉，在琉球则更成为了宫廷料理。